# Picco Luigi Amedeo
Picco Luigi Amedeo (fr. Pointe Louis Amédée) – szczyt w Masywie Mont Blanc, w grupie górskiej Mont Blanc. Leży w północnych Włoszech w regionie Dolina Aosty. Znajduje się w bocznej grani Brouillard odchodzącej od szczytu Mont Blanc de Courmayeur (4738 m). Szczyt można zdobyć ze schroniska Rifugio Allievi Bonacossa (2395 m). Istnieją rozbieżności co do jego wysokości. Źródła włoskie podają jego wysokość jako 4470 m, natomiast francuskie 4460 m.
Pierwszego wejścia dokonali G.B. Gugliermina, G.F. Gugliermina i Joseph Brocherel 20 lipca 1901 r.